# Olios peruvianus
Olios peruvianus là một loài nhện trong họ Sparassidae.
Loài này thuộc chi Olios. Olios peruvianus được Carl Friedrich Roewer miêu tả năm 1951.